# Detektiv Conan
Detektiv Conan (jap. 名探偵コナン, Meitantei Conan) je detektivska shōnen manga serija koju crta i pise Gošo Aoyama. Manga je počela izlazit 1994. godine u tjednom "Shōnen Nedjelja" časopisu.  U anglosaksonskim zemljama je serija poznata pod nazivom "Case Closed". Priča prati sedamnaestogodišnjeg detektiva Šinićija (Shinichi Kudo) koji je nehotice transformiran u dijete nakon što je otrovan.
Studio TMS počeo je sa snimanjem anime-verzije 8. siječnja 1996. Autor serije je očekivao da će završiti mangu nakon tri mjeseca, ali zbog iznenadne popularnosti manga-strip je nastavio sa tiskanjem svezaka i daljnjom radnjom, u pratnji anime-adaptacije. Serija je s vremenom stvorila franšizu brojnih drugih multimedijskih projekata, pored manga i anime formata koji redovno izlaze.

## Radnja
Kudo Shinichi je talentirani sedamnaestogodišnji detektiv koji često radi s policijom. Jedne večeri otišao je sa svojom prijateljicom Ran Mouri u  Tropical Land (naziv zabavnog parka). Na nesreću dogodilo se krvavo ubojstvo, ali ga je Kudo brzo riješio. Na odlasku kući Kudo je zamijetio dva sumnjiva tipa u crnom. Prateći ih, vidio je jednog tipa kako ilegalno trguje novcem. Ali tada, drugi tip mu se prišuljao iza leđa i onesvijestio ga. Natjeran, Kudo je nehotice progutao eksperimentalni otrov koji ga je pretvorio u sedmogodišnjeg dječaka. Sakrivši svoj identitet nazvao se Conan Edogawa,  Conan  (prezime autora Sherlock Holmesa),  Edogawa (ime poznatog japanskog pisca za misterije). Sada Kudo tj.Conan živi sa svojom prijateljicom Ran i njezinim ocem Kogoro da otkrije više o kriminalnoj organizaciji. Conan je odlučio glumiti dijete i tako nastaviti svoj život sve dok ne nađe dovoljno dokaza da zaustavi tajanstveni sindikat. 
Radnja serije se uglavnom odvija u Tokiju i pojedinim dijelovima Japana. Jedan slučaj je isključivo flashback u New Yorku te se jednom slučaj odvijao u Londonu.

## Utjecaj i kritike
Godine 2001. manga je osvojila 46. Shogakukan Manga nagradu u kategoriji shōnen, ispitanici u online anketi za dvadesetgodišnjake glasovali su za Meitantei Conan kao jedna od top 3 mangi koju su htjeli nastavit pratit u objavljivanju. Case Closed se pojavljivao u The New York Times za bestsellera. U Francuskoj, serija je bila nominirana za Angoulême Festival Graphic nagradu među Japanskom publikom. Anime je nerijetko završavao na top 20 Animage  anketama od 1996. do 2002. godine. U Japanskom TV rangiranju Detektiv Conan je bio često rangiran u top 6. I manga i anime su imali pozitivne odgovore od kritičara za radnju i slučajeve. Američka sinkronizacija je nailazila na negativne kritike zbog mijenjanja imena likovima i pretjeranog editiranja kulturnog sadržaja za lakše razumijevanje od zapadnjačkih fanova.    
Japanska Vlada je 2006. iskoristila ovu seriju u kampanjama kao maskotu u borbi protiv kriminala među djecom. 

## Vanjske poveznice
- Detective Conan Wiki (engleski)
- ConanWiki (njemački)
- ConanNews (njemački)
- Animenewsnetwork.com
- Animecrazy.net  Arhivirana inačica izvorne stranice od 4. svibnja 2011. (Wayback Machine)
- Onemanga.com
- tv.com  Arhivirana inačica izvorne stranice od 1. svibnja 2011. (Wayback Machine)